# 범용 핵심 부스터
범용 핵심 부스터(Common Core Booster, CCB)는 록히드 마틴의 아틀라스 V의 1단 로켓을 말한다. 일본의 GX 로켓도 이 1단 로켓을 사용하려 했으나 2009년 계획이 취소되었다.

## 같이 보기
- 팰컨 헤비